# Medalha da Coreia das Nações Unidas
A Medalha de Serviço das Nações Unidas para a Coreia ( UNKM ) é uma condecoração militar internacional estabelecida pelas Nações Unidas em 12 de dezembro de 1950 como a Medalha de Serviço das Nações Unidas. A condecoração foi o primeiro prêmio internacional criado pelas Nações Unidas e reconheceu as forças de defesa multinacionais que participaram da Guerra da Coréia.

## Critério
A Medalha de Serviço das Nações Unidas (Coreia) é concedida a qualquer militar, de uma Força Armada aliada da Coreia do Sul, que tenha participado na defesa da Coreia do Sul contra a Coreia do Norte entre as datas de 27 de junho de 1950 e 27 de julho de 1954. As forças militares da Holanda recebem a medalha pelo serviço prestado até 1º de janeiro de 1955, enquanto as forças armadas da Tailândia e da Suécia concedem a condecoração até 27 de julho de 1955.
O pessoal da Cruz Vermelha Internacional contratado para o serviço durante a guerra com qualquer equipe de socorro das Nações Unidas na Coréia não era elegível para a medalha.
A autoridade de premiação final da Medalha de Serviço das Nações Unidas é o Comandante-em-Chefe das forças militares das Nações Unidas na Coréia. A maioria dos países considera a Medalha de Serviço das Nações Unidas uma condecoração automática, se algum outro prêmio de serviço coreano foi concedido e geralmente concede a medalha sem solicitar permissão pelos canais das Nações Unidas. Por exemplo, nas Forças Armadas dos Estados Unidos, qualquer militar premiado com a Medalha de Serviço Coreano recebe automaticamente a Medalha de Serviço das Nações Unidas.